# 安徽省广德中学
30°54′3.1″N 119°23′28.4″E / 30.900861°N 119.391222°E
安徽省广德中学（简称广德中学或广中；英语：Guangde High school）位于安徽省宣城市广德市桃州镇太极大道1号，是一所高级中学，由袁学昌创办于1903年3月，为安徽省示范高中。学校先后被授予南京空军招飞工作先进单位，省花园式单位，省绿色学校，省工会系统先进单位，省第五、六、七、八、九、十、十一连续七届文明单位，国家级社会实践教育活动先进学校，全国总工会模范职工之家，全国绿化模范单位和全国第四届文明单位等荣誉称号。2020年被评为第二届全国文明校园。2021年被评为同济大学首批认证优质生源基地。2022年被清华大学评为清华大学生源学校。

## 校史
广德中学的历史最早可追溯到明朝的复初书院。
|                                             | 明嘉靖甲申阳明弟子邹东廓谪广德州判，撤淫祠，建复初书院，延同门王心斋暨诸贤讲学。 |
| ——何绍基等，《安徽通志•教育考稿•卷三•书院》 |                                                                                  |

复初书院于明嘉靖三年（1524年）为判官邹守益所建。明万历十年（1582年），由于明政府下令概行禁革，复初书院遭重大变故。但从万历十年至四十年，复初书院仍然在不断修缮。清康熙二十二年《广德州志》对复初书院有较详记载，内容与明志相差无几。乾隆五十七年《广德州志》则对清初至乾隆后期一百多年的复初书院兴衰作了概述。
|                        | 复初书院在文庙西，本前明学正署基也，地名西衙基。康熙四年移置于文庙东。六年，以旧书楼房为四先生祠。三十年后以余地建祠祀知州毛浑。雍正间四先生祠圮，别建于尊经阁左。 |
| ——胡有诚，《广德州志》 | |

雍正五年（1727年），复初书院改为节孝祠，其中的木主被移到斗南书院。乾隆四年（1739年），李德洋同族众在斗南书院旁重新修建复初书院。
咸丰十年（1860年）二月至同治三年（1864年）七月，清王朝调集重兵，会同地方团练数万众，在以广德为中心的地带与太平军激烈争战近5年之久，书院被迫停止。在战争中，书院被毁。光绪七年（1881年），书院重新建立。

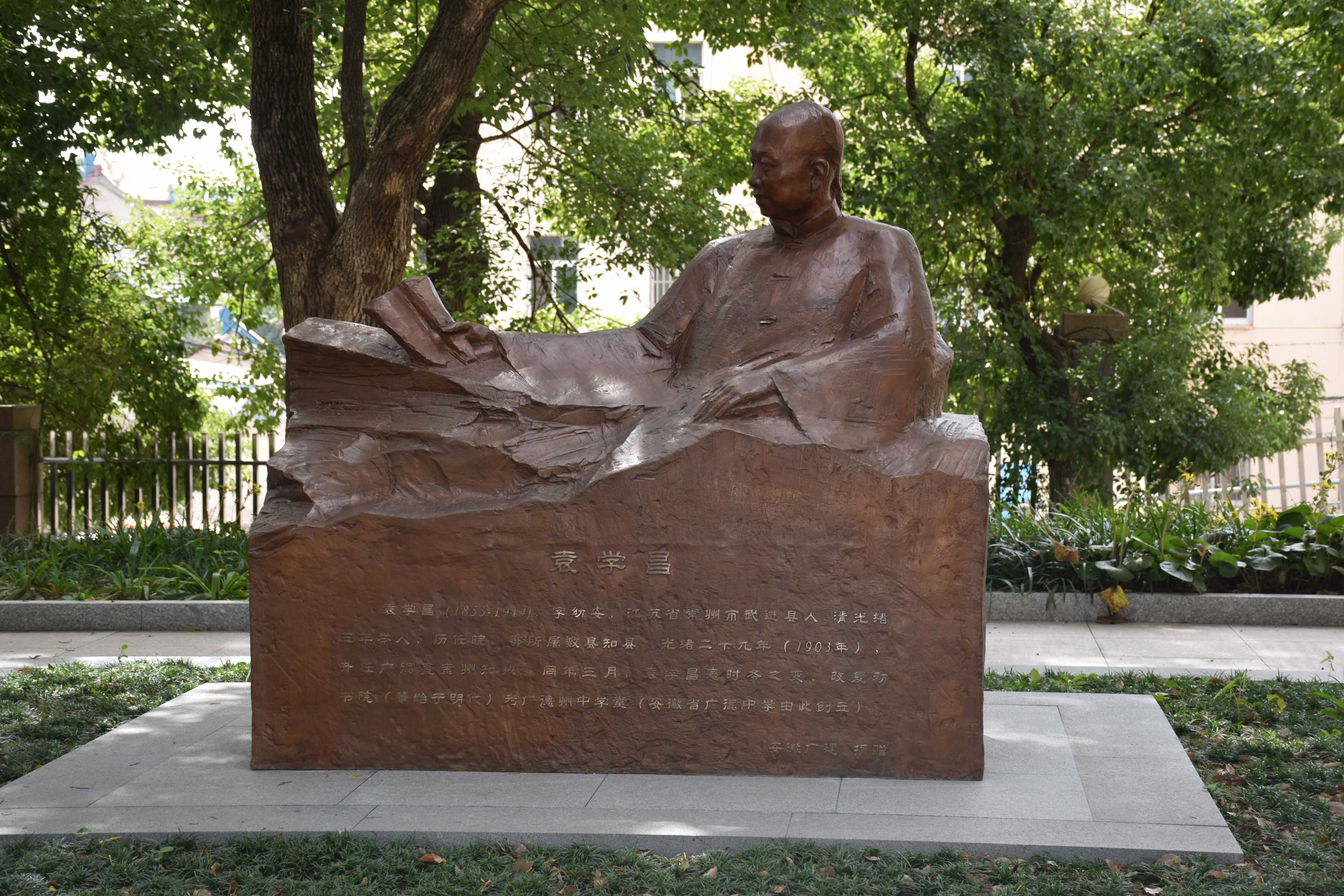
图为袁学昌的雕像，他创立的广德州中学堂被认为是广德中学的开端

光绪二十九年（1903年）三月，在复初书院的基础上，知州袁学昌重新开办广德州中学堂。一般认为此时为广德中学的创办日期。1912年，改名为广德县中学校。1915年，停办。1922年在原中学堂校址复办省立第十一师范学校。1923年改为省立第十二中学。1926年，并入省立八中，广德学生赴宣城就读。1928年8月，在前省立十二中校址复办县立初级中学。1936年学校改为农科职业学校，不久复为县立初中。1937年抗日战争爆发，学校停办。1938年1月，广德县立初中校园被日军焚毁，后又重新建立。1938年2月开设县立初中补习班，在今县政府大院内。8月县立初中恢复，校址迁至城东南苏觉庙村。1938年年底江苏省立第五临时中学迁入本县柏垫大陆（刘）村。1940年秋，因经费不敷，经省政府核准，将江苏省立第五临时中学与县立初中合并，改称县立初中分校。后历三载，经费仍靠私人筹资支撑，学校难以维持，遂停办。1943年，广德第四次沦陷，县立初中又迁至四合焦村。1944年2月再移至四合崇法寺。1945年3月，学校解散。1946年，定址祠山殿。1947年呈准增设高中部，改名为广德县立中学。1949年4月广德解放，县人民政府接管广德县立中学。1958年，设立高中部，校名更为安徽省广德中学。1969年1月，改名为广德县工农中学。1981年，改名为广德县广德中学。1990年，改名为安徽省广德中学。1997年经地区评审，被命名为宣城地区重点中学。2001年经省评审，被批准为安徽省级示范高中。

## 现状
学校占地250余亩，现有学生3526名，在岗在编教职工224人。213名专任教师中，有正高级教师2人，特级教师5人，市学科带头人12人，市骨干教师27人，教育硕士13人，高级教师93人，是全广德市师资力量最雄厚的学校之一，主要职能及服务内容是教育教学。

## 文化

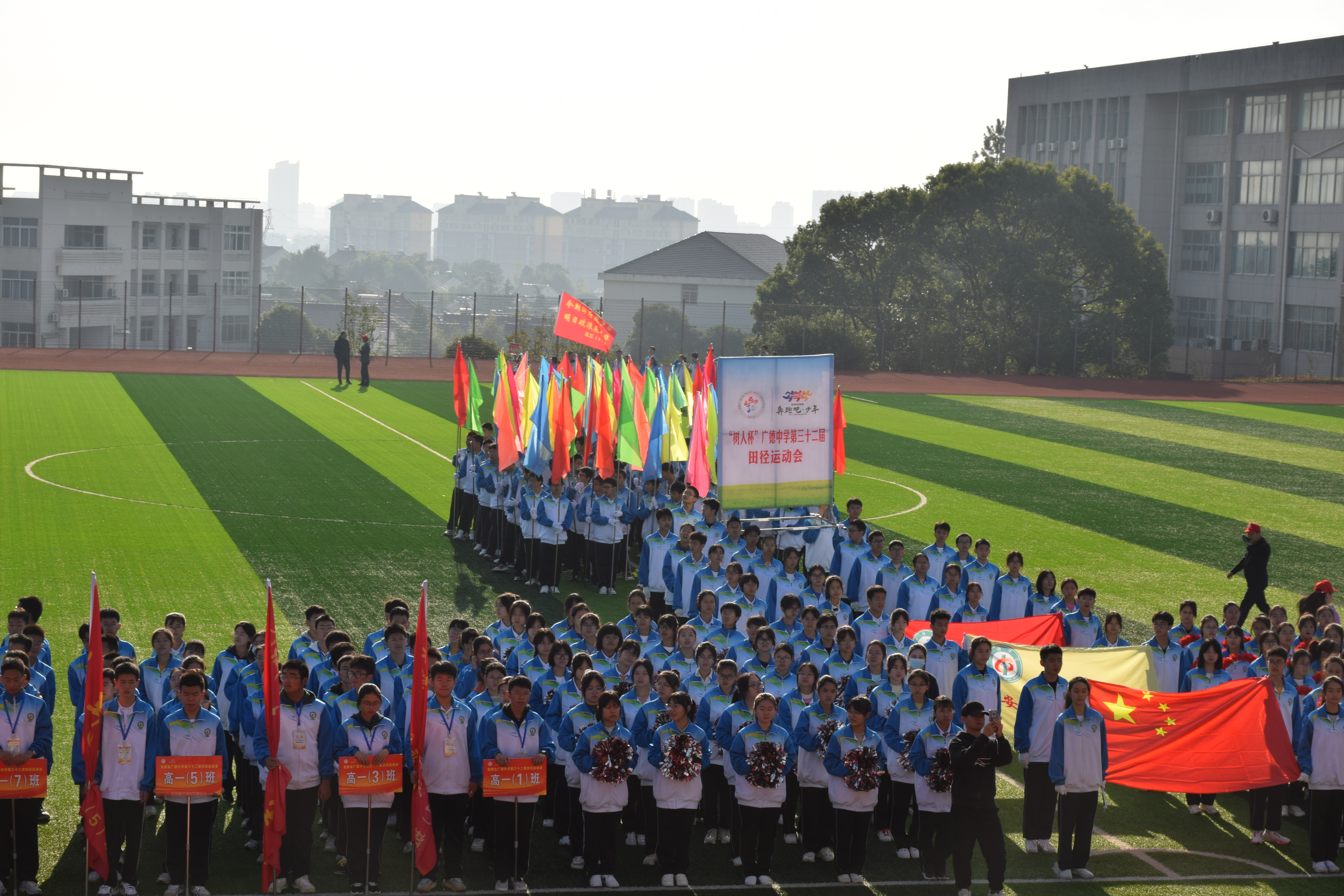
“树人杯”广德中学第三十二届田径运动会开幕式

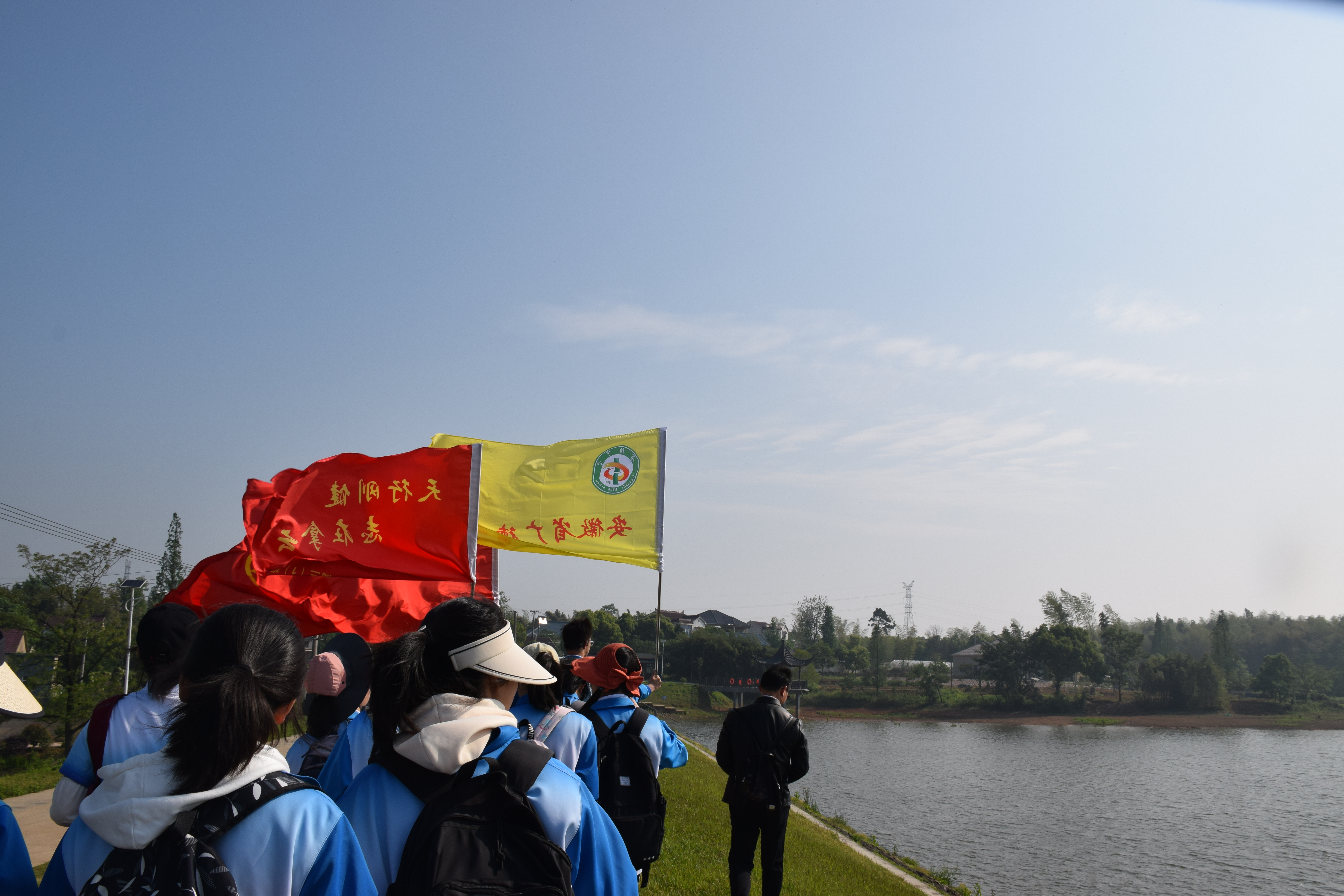
广德中学的远足活动

### 校训
格物树人，精进求新。

### 校刊校报
校报为《广德中学报》，创办于2003年广德中学百年校庆之际，每年6期，曾获中国语文报刊协会课堂教学分会校报评比一等奖。
校刊为《新广中》，创办于2013年广德中学110年校庆之后，每年3期。
校报、校刊、累计刊登师生诗文两千多篇（首）、新闻图片一千多幅、师生书画一百多帧，其中五十多篇文章在《语文学习》、《素质教育大参考》、《教育文汇》、《宣城日报·今日广德》等报刊上转发，六十多人次在县以上征文活动中获奖。

## 相关事件
2016年6月1日当天下午2点左右，在安徽省广德中学就读高一的张龄晓，在进入教室后，约6分钟后出来，然后翻越栏杆，从教学楼4楼坠落，次日在医院经抢救无效死亡。张龄晓的坠楼属于个人自杀行为，原因未知。有网友称，因为当天中午张晓龄被家长训斥，孩子受不了，才导致悲剧发生。但其表妹认为是由于考试成绩不理想导致。
2018年6月7日，高考英语考试结束后，部分学生反馈英语听力听不清，6月10日，广德县人民政府与安徽省教育招生考试院成立的联合调查组通报称广德中学考点现场播放设备和使用的听力磁带均正常。

## 知名校友
- 许杰：原地质部副部长，中国科学院院士
- 徐有芳：原林业部部长

## 图集

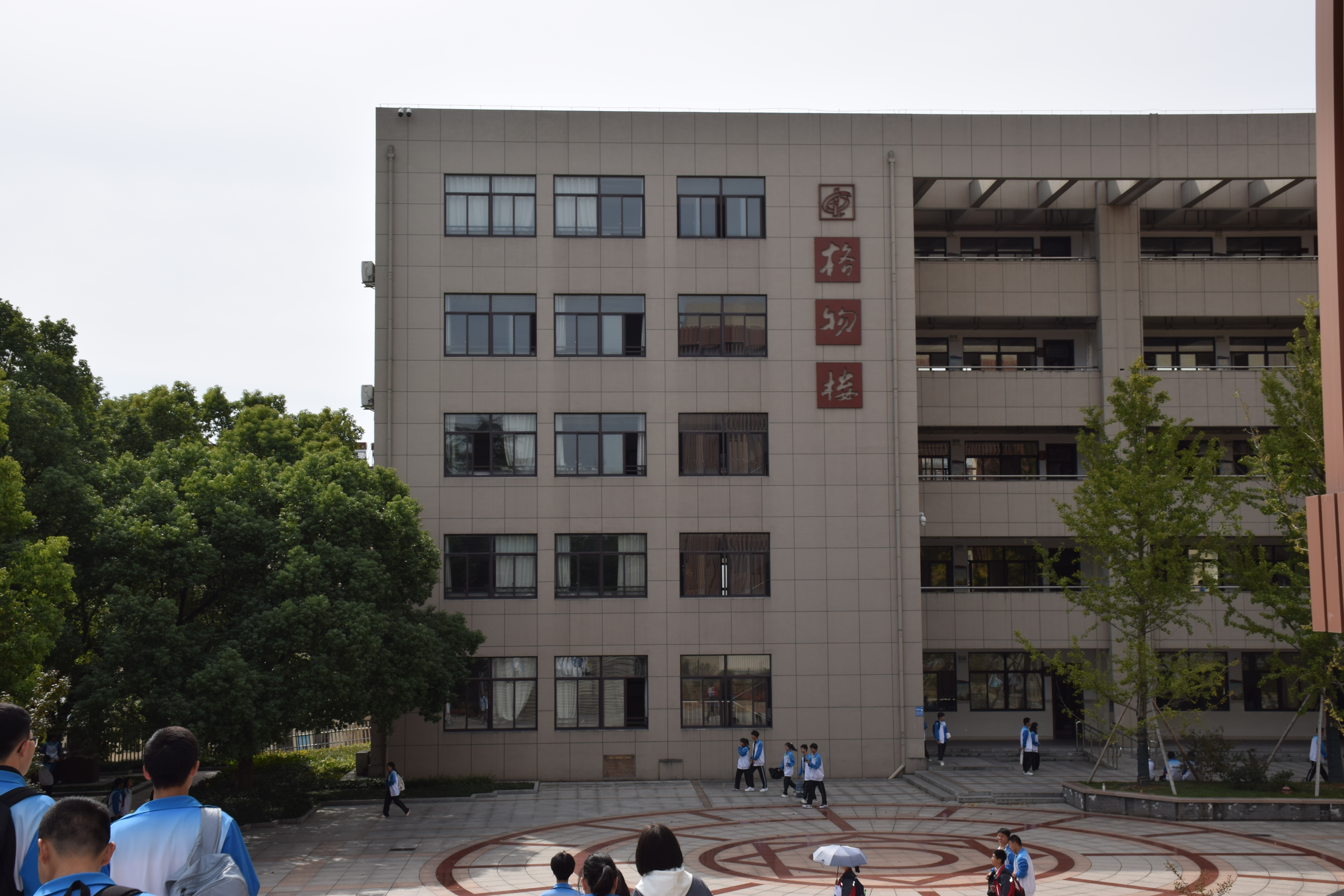
格物楼远景
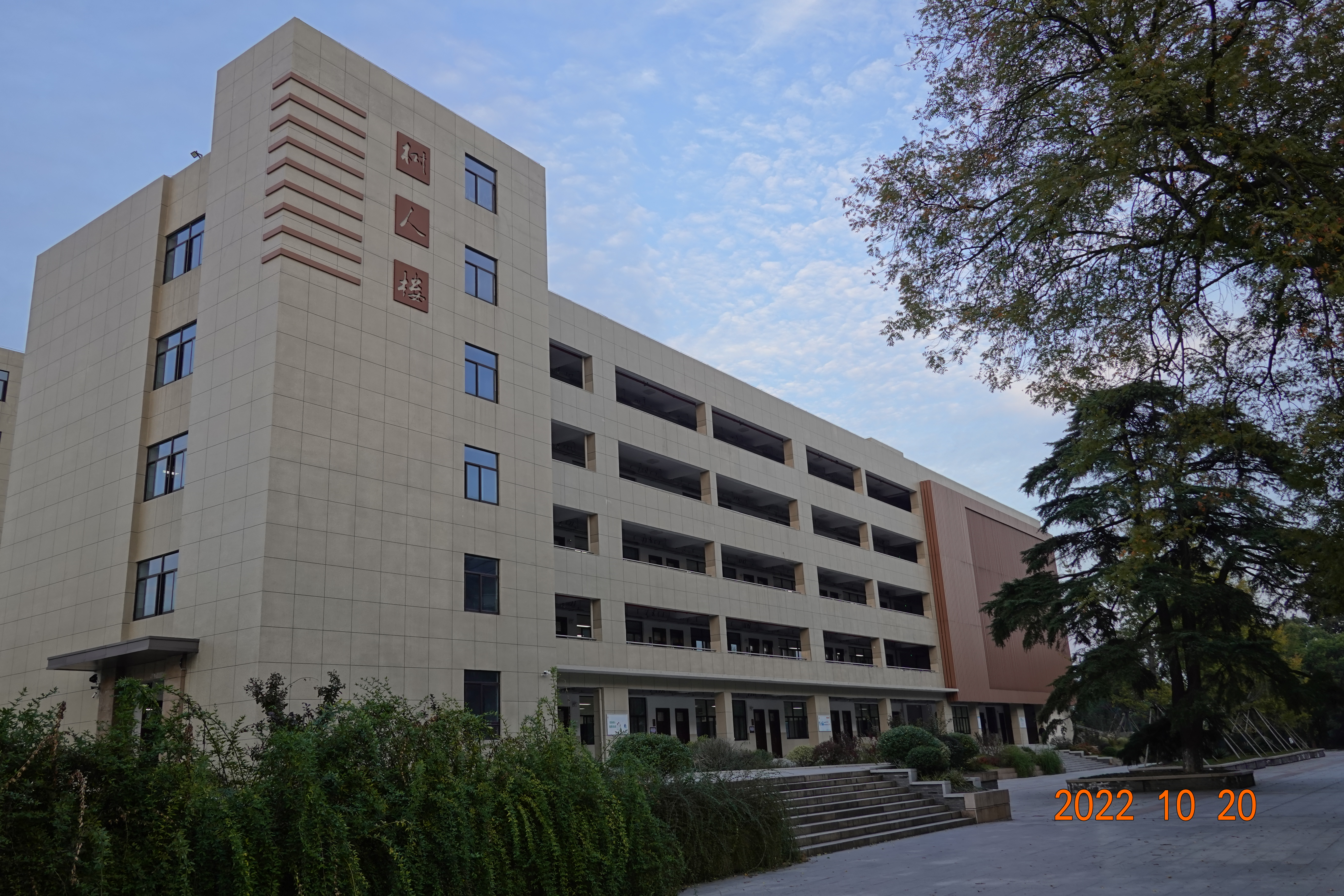
树人楼远景
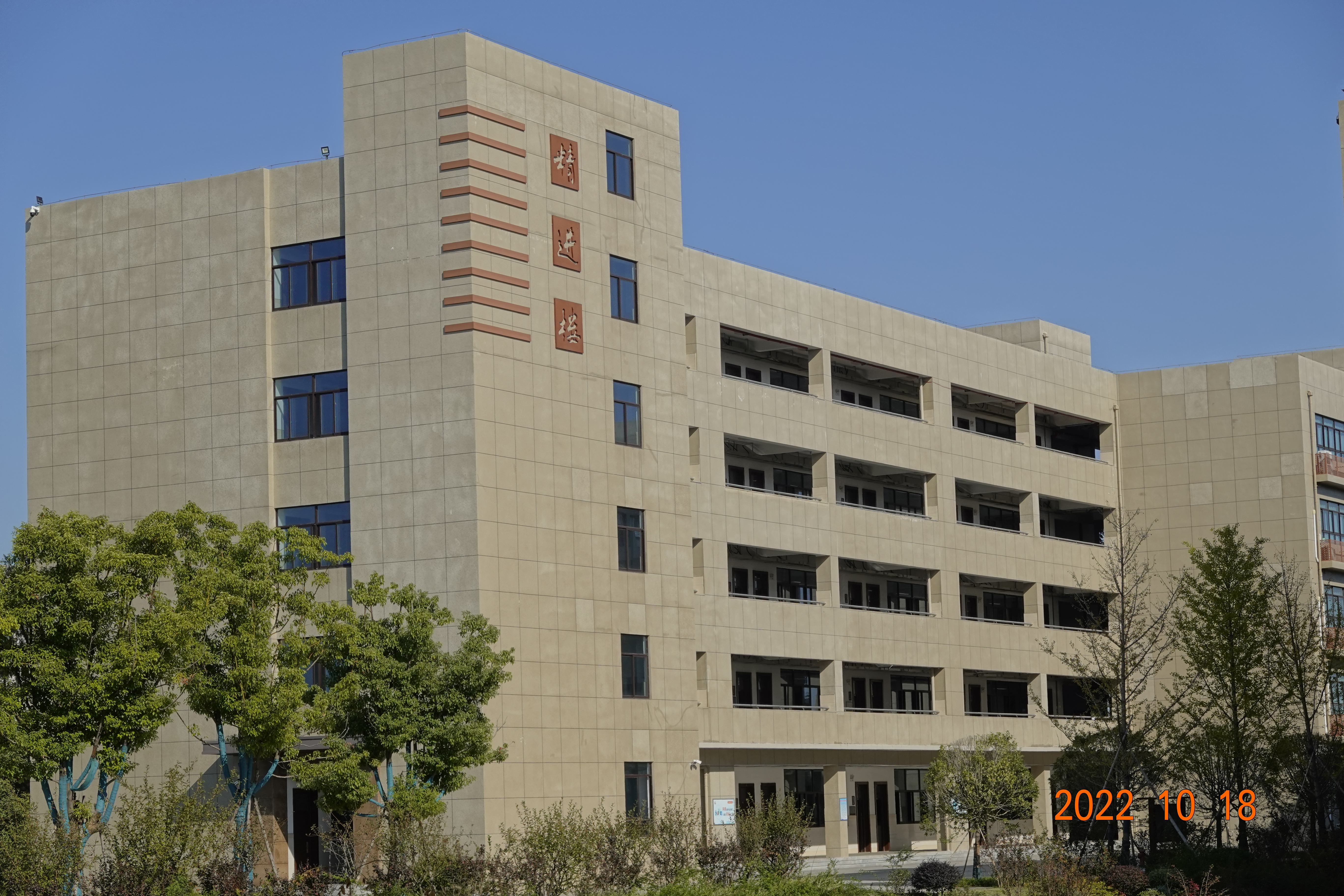
精进楼远景
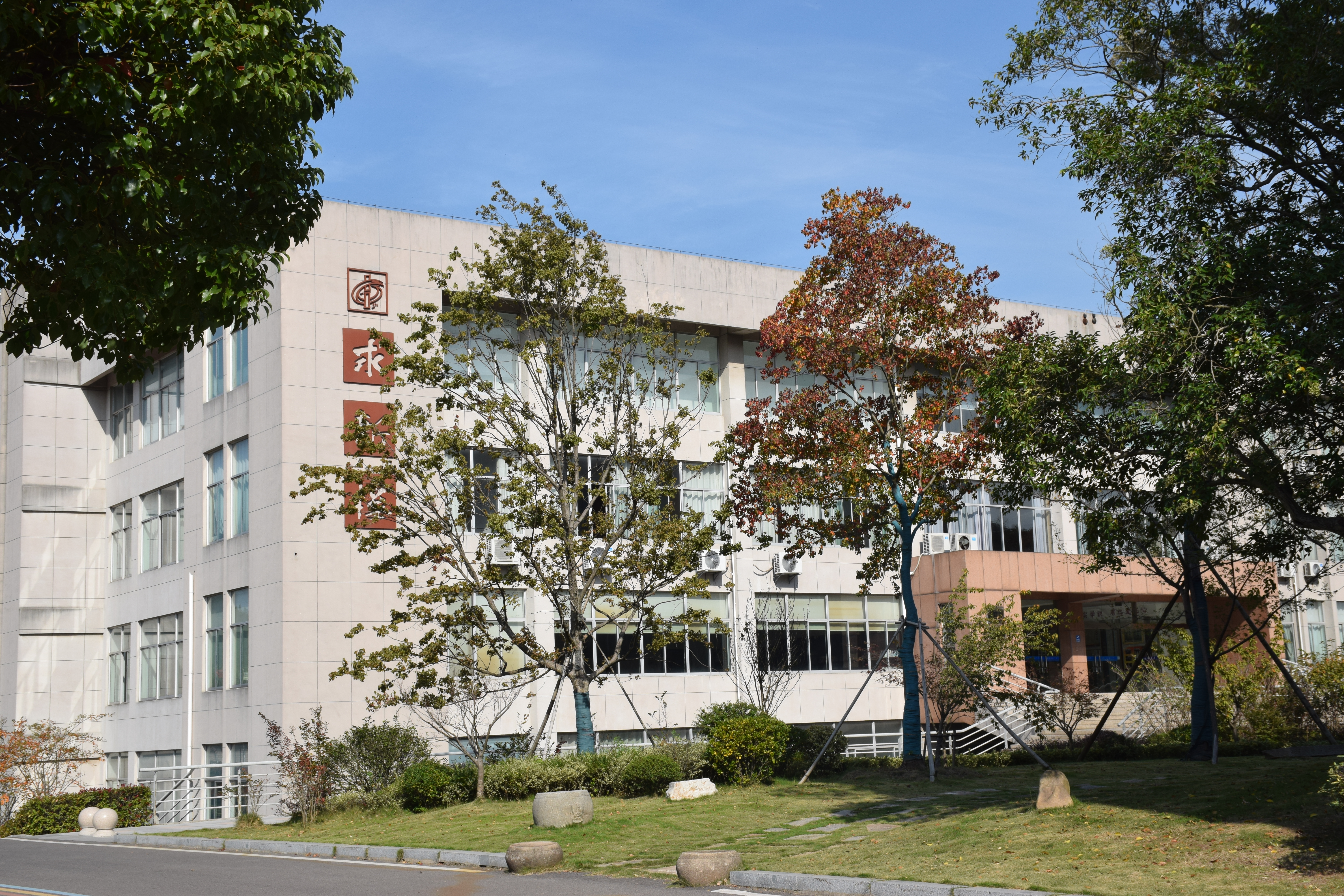
求新楼远景
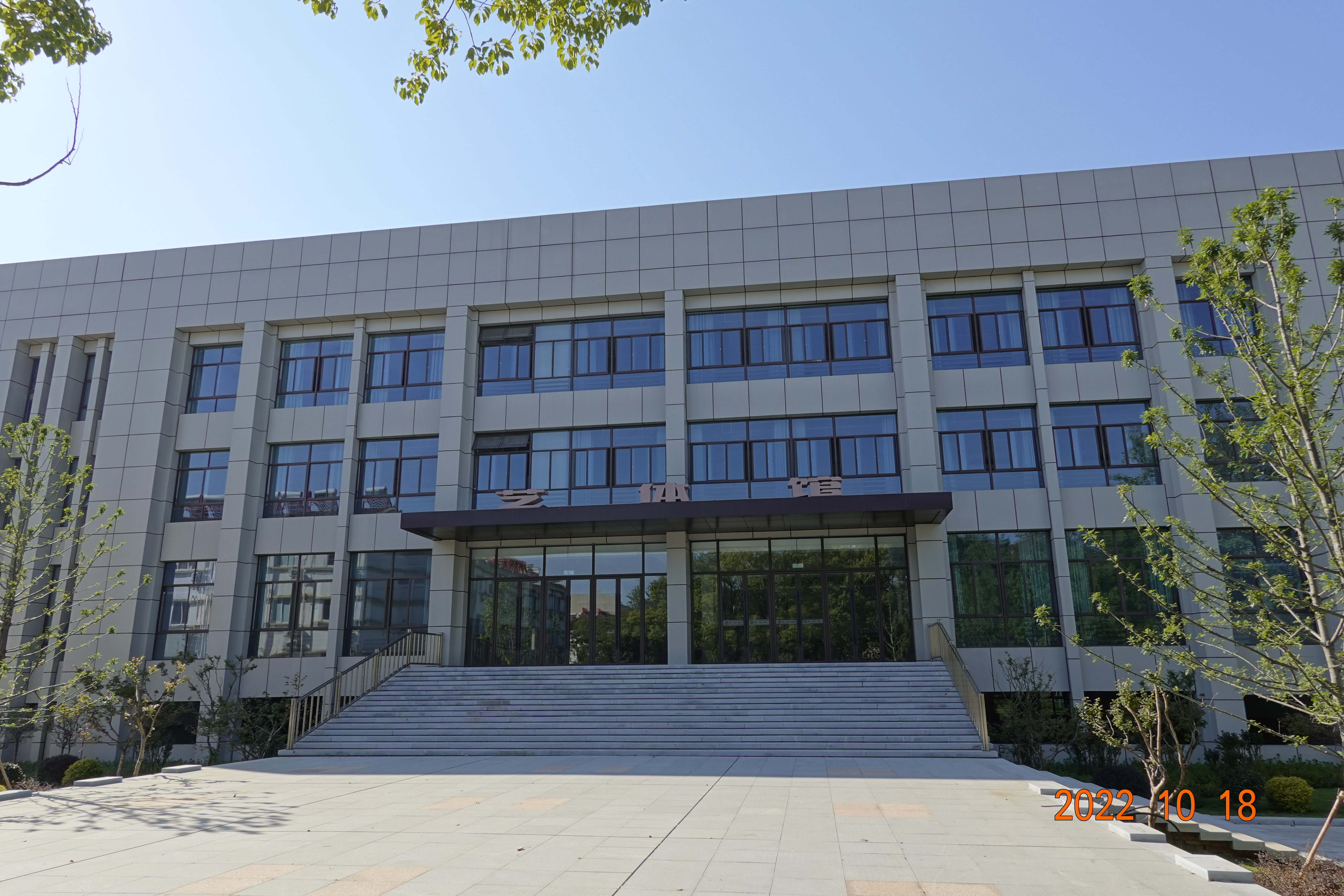
艺体馆近景
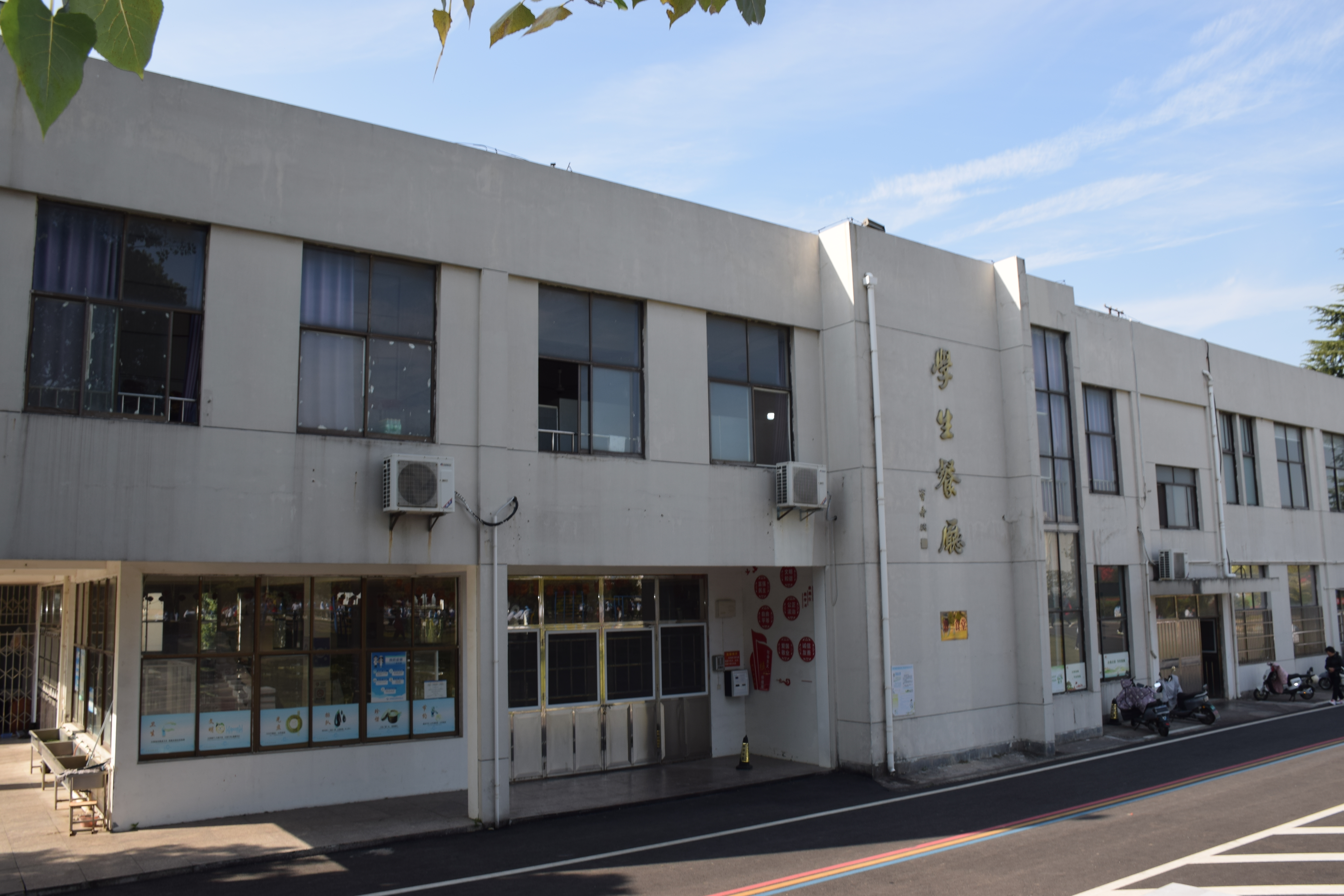
一食堂近景
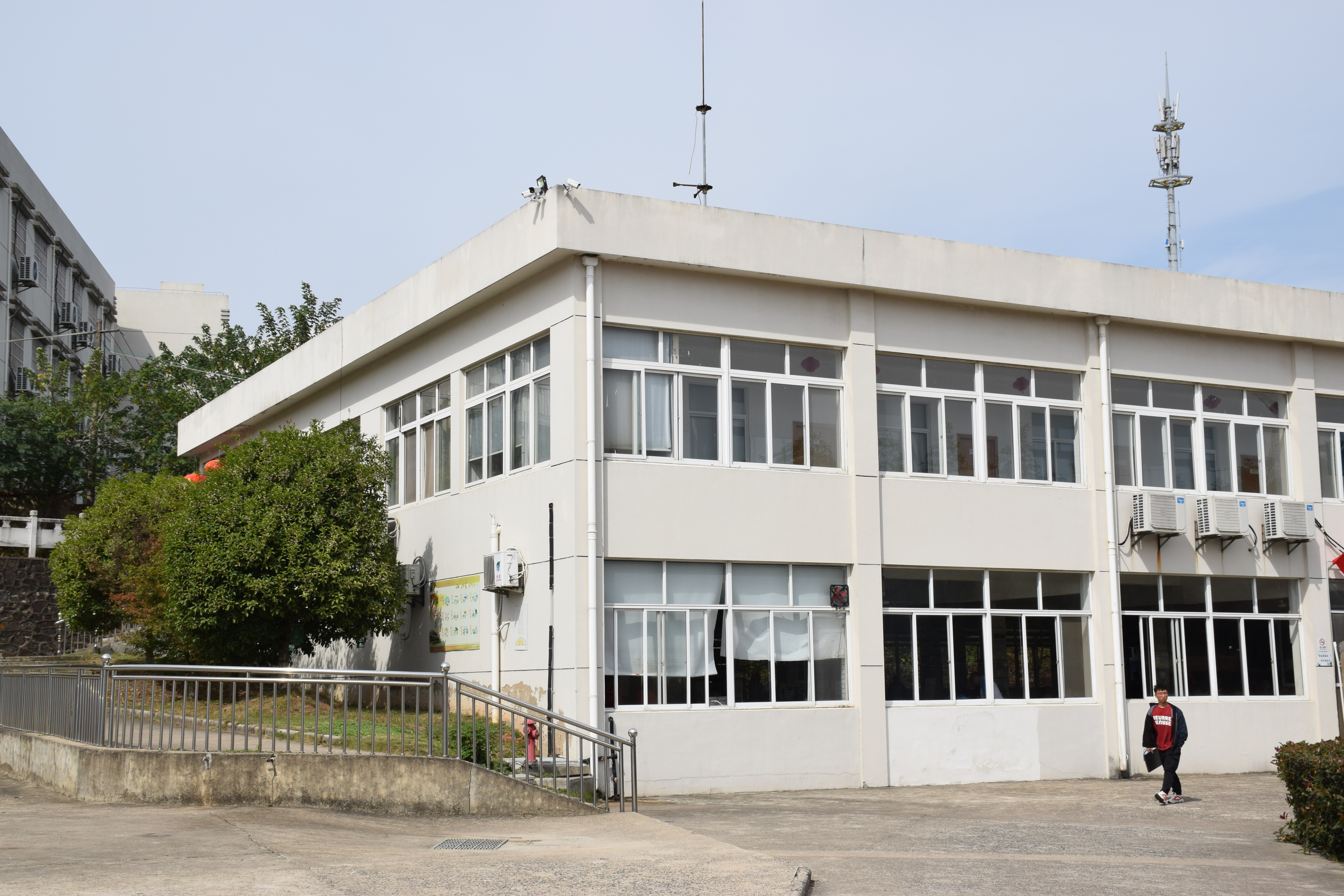
二食堂远景
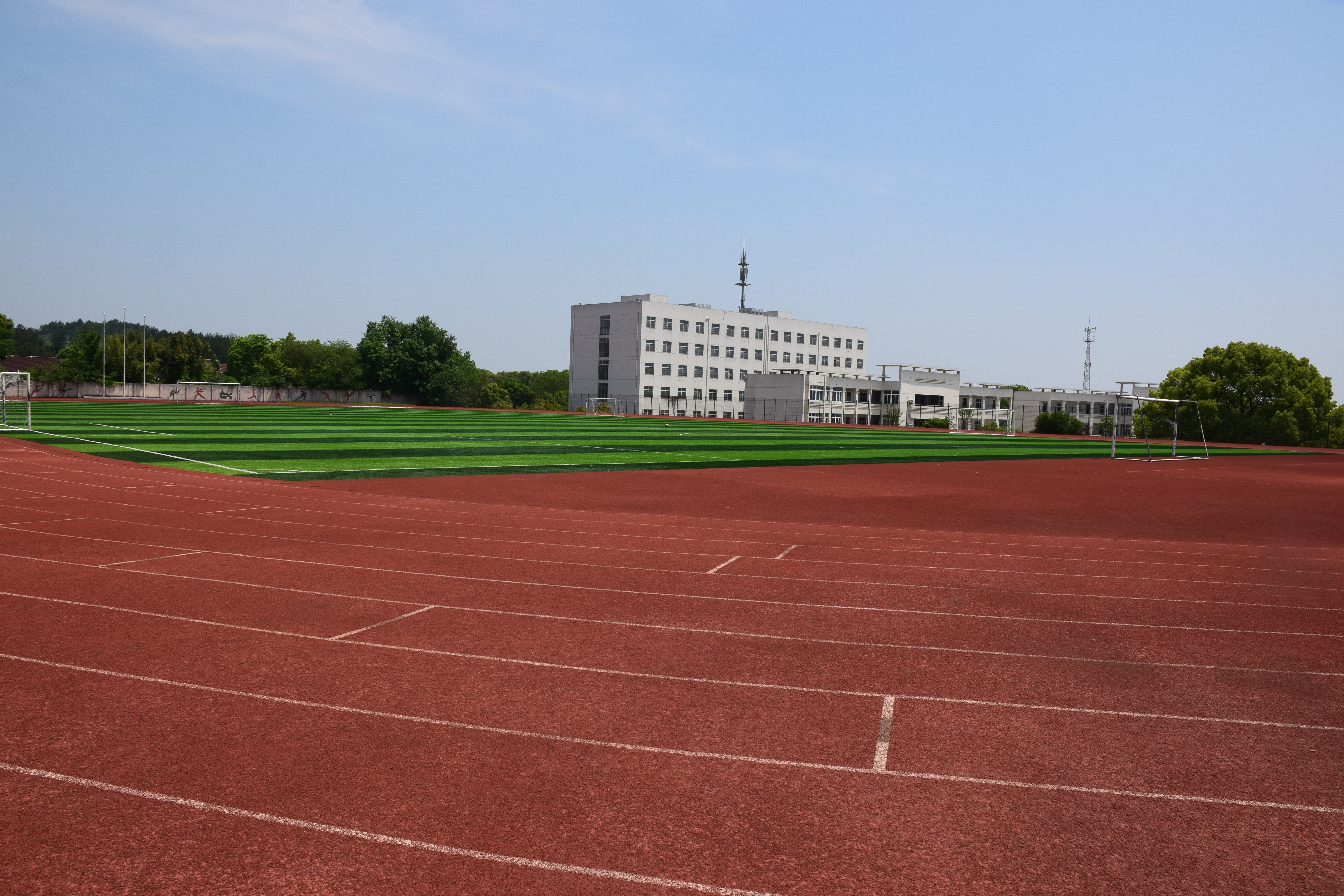
操场
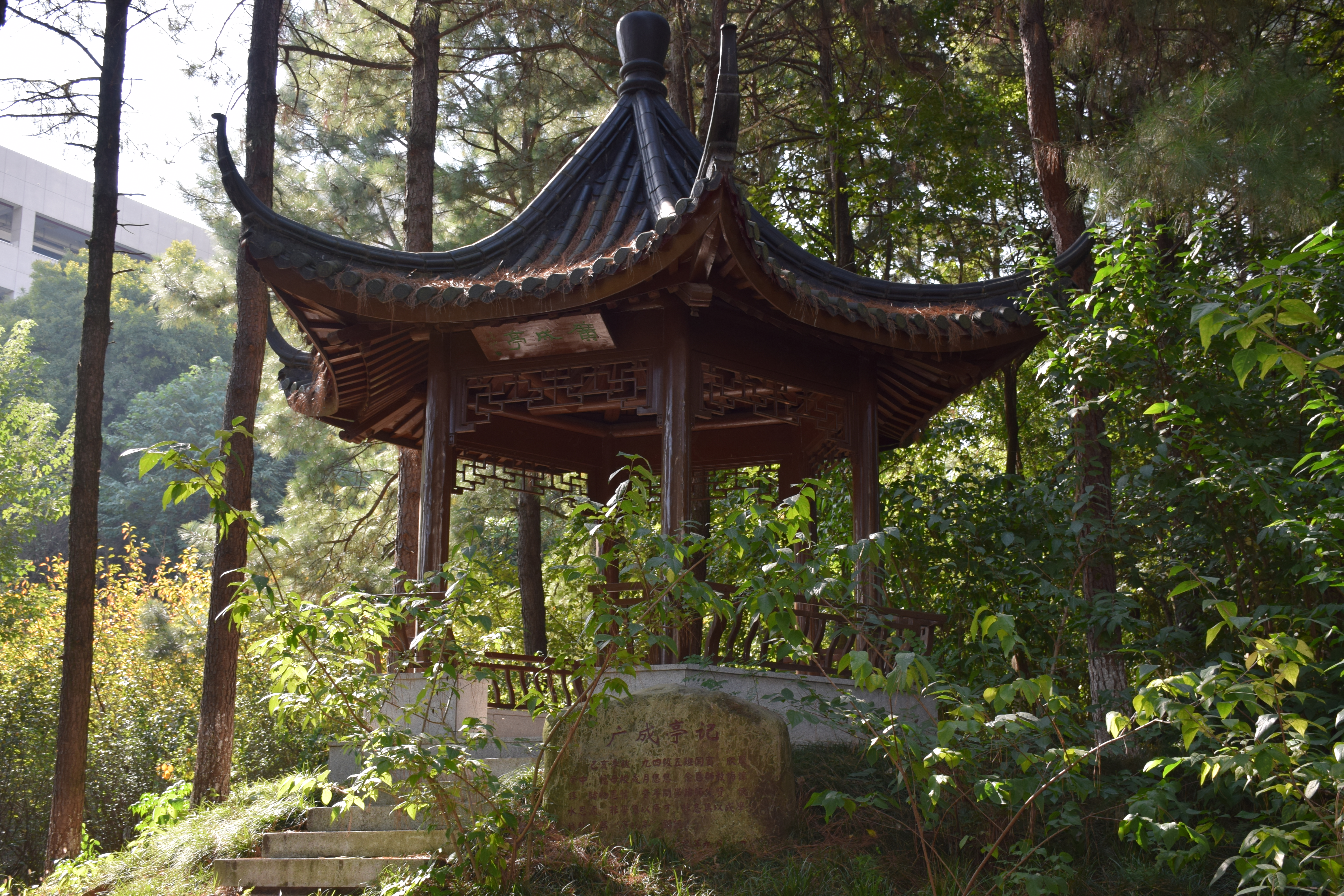
广成亭
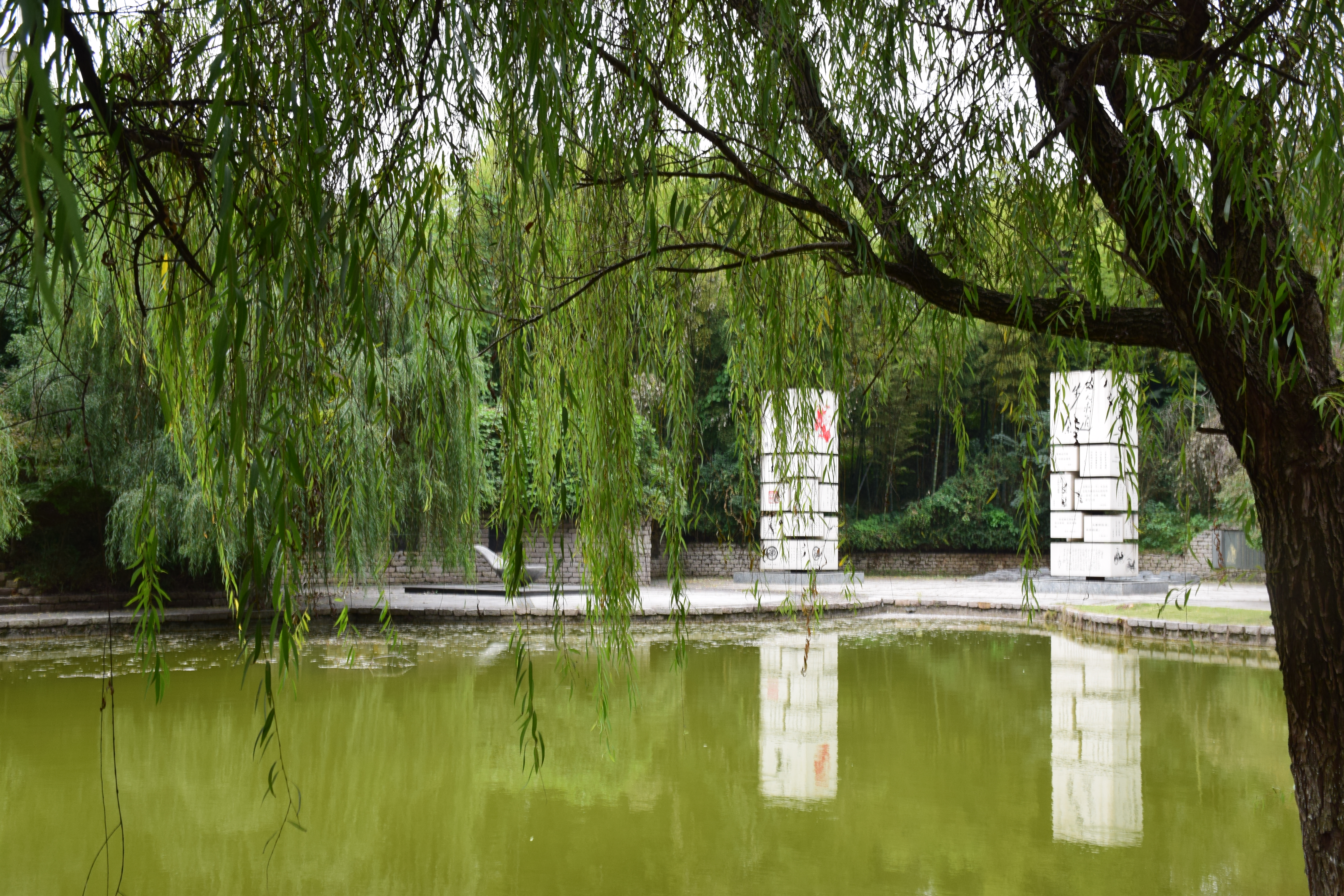
读书园
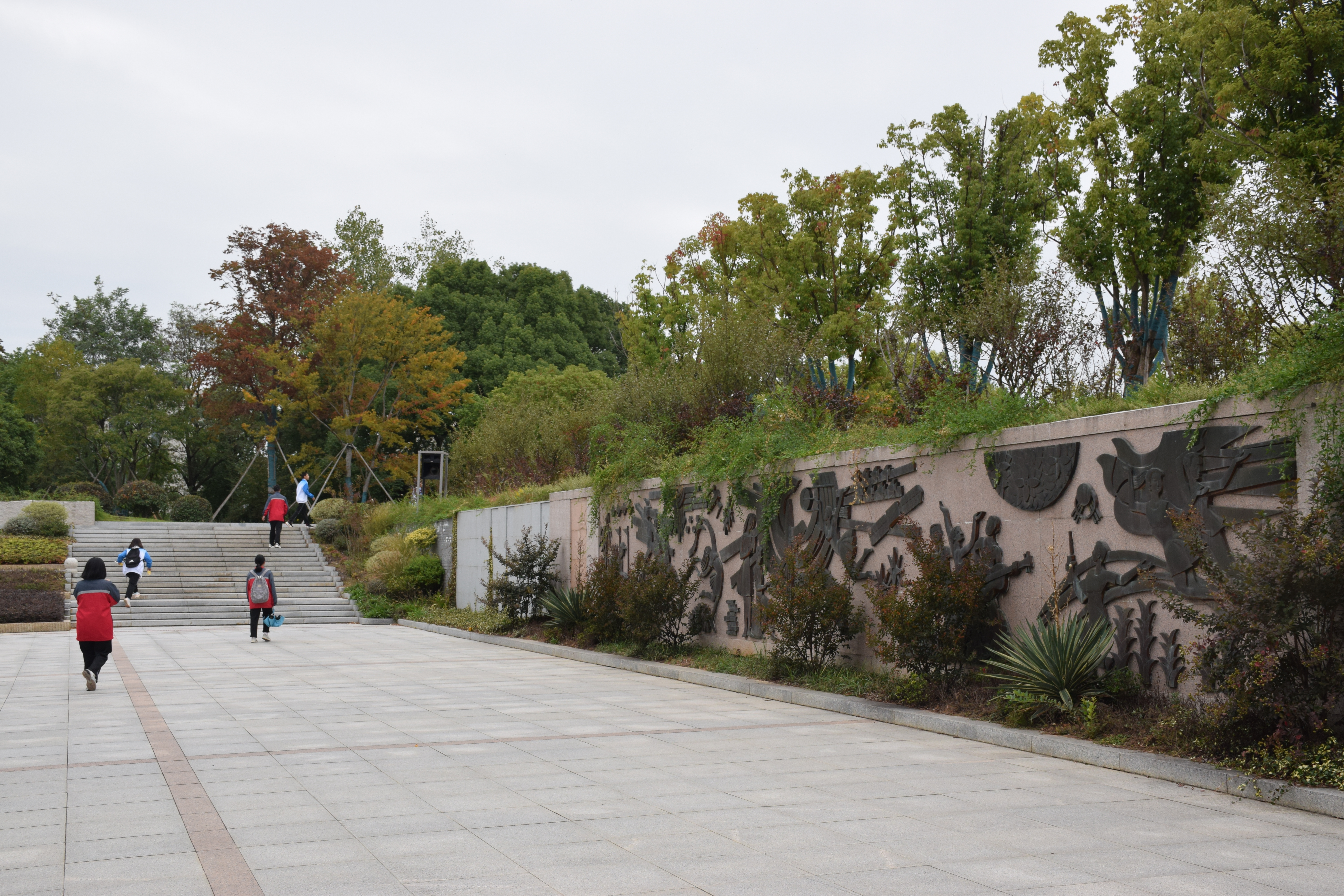
世纪广场